# كاثلين هرش
كاثلين هرش (بالإنجليزية: Kathleen Hirsch)‏ (1 يونيو 1953)؛ روائية أمريكية. درست في كلية ماونت هوليوك.